# Шейба, Иржи
Иржи Шейба (чеш. Jiří Šejba, родился 22 июля 1962, Пардубице) — бывший чешский хоккеист, нападающий. Чемпион мира 1985 года, трёхкратный чемпиона Чехословакии. Завершил хоккейную карьеру в 2000 году.

## Биография
Иржи Шейба начал свою хоккейную карьеру в клубе «Тесла Пардубице». В составе «Теслы» он стал чемпионом Чехословакии в 1987 и 1989 годах. В чехословацкой лиге он также играл за команду «Дукла Йиглава», с которой стал чемпионом в 1985 году.  В 1990 году уехал за океан, где провёл 11 игр в НХЛ за «Баффало Сейбрз». Шейба также выступал в Финляндии, Германии и Словакии. Закончил активную карьеру в 2000 году в составе «Пардубице».
Помимо клубов выступал за сборные Чехословакии и Чехии. Участник ЧМЕ 1985-1987, 1989 (38 матчей, 7 голов) ЗОИ 1988 (8 матчей, 3 гола), розыгрыша Кубка Канады (5 матчей, 1 гол). Становился чемпионом мира 1985 года и дважды выигрывал бронзовые медали мирового первенства. Самым ярким матчем в карьере Иржи Шейбы стала игра чемпионата мира 1985 года против сборной Канады. Чехословацкая сборная выиграла 5:3, завоевала золото, а Шейба в том матче сделал хет-трик, забросив одну из шайб в численном меньшинстве после сольного прохода.
После окончания игровой карьеры стал тренером. Работал в командах: «Пардубице» (до 18 лет), «Пардубице» (основная команда), юниорская сборная Чехии (ассистент тренера), «Млада Болеслав», «ГКС Тыхы», с 8 ноября 2017 года тренирует польский клуб «Уния Освенцим». В 2005 году стал чемпионом чешской Экстралиги в качестве ассистента главного тренера «Пардубице». 6 мая 2010 года был принят в Зал славы чешского хоккея.

## Достижения

### Хоккеист
- Чемпион мира 1985
- Бронзовый призёр чемпионатов мира 1987 и 1989
- Серебряный призёр чемпионатов Европы 1985, 1987 и 1989

- Чемпион Чехословакии 1985, 1987 и 1989

- Серебряный призёр чемпионата Чехословакии 1986
- Бронзовый призёр чемпионата Чехословакии 1983 и 1984
- Серебряный призёр чешской Экстралиги 1994
- Бронзовый призёр словацкой Экстралиги 1996
- Чемпион второй Бундеслиги 1999
- Серебряный призёр чемпионата Европы среди юниоров 1980
- Лучший бомбардир Евролиги 1997 (10 очков)

### Тренер
- Чемпион Экстралиги 2005 (ассистент тренера)
- Чемпион Польши 2015
- Серебряный призёр чемпионата Польши 2011, 2014, 2016 и 2017
- Обладатель Кубка Польши 2014 и 2016
- Обладатель Суперкубка Польши 2015

## Статистика
- Чемпионат Чехословакии (Чехии) — 478 игр, 403 очка (227+176)
- Сборная Чехословакии — 126 игр, 32 шайбы
- Сборная Чехии — 8 игр, 1 шайба
- Чемпионат Финляндии — 49 игр, 28 очков (17+11)
- Чемпионат Германии — 58 игр, 18 очков (5+13)
- Чемпионат Словакии — 81 игра, 63 очка (22+41)
- НХЛ — 11 игр, 2 очка (0+2)
- АХЛ — 106 игр, 99 очков (48+51)
- Евролига — 8 игр, 10 очков (3+7)
- Немецкая вторая лига — 108 игр, 77 очков (33+44)
- Чешская вторая лига — 6 игр, 3 очка (1+2)
- Всего за карьеру — 1039 игр, 389 шайб